# Provincia Tucumán

Localizarea provinciei în Argentina

Provincia Tucumán (spaniolă Provincia del Tucumán) este una dintre provinciile Argentinei, localizată în partea nord-vestică a statului. Capitala provinciei este orașul San Miguel de Tucumán.